# ألفرد لي رو
ألفرد لي رو (بالفرنسية: Alfred Le Roux)‏ هو كاتب ومصرفي وشاعر وسياسي فرنسي، ولد في 11 ديسمبر 1815 في باريس في فرنسا، وتوفي بنفس المكان في 1 يونيو 1880. حزبياً، نشط في بونابارتية ‏.

## مناصب
- انتخب نائب الرئيس Corps législatif  [لغات أخرى]‏.
- انتخب وزير الزراعة (17 يوليو 1869 – 2 يناير 1870).
- انتخب  (1877 – 1879).
- انتخب رئيس general council of Vendée  [لغات أخرى]‏ (1852 – 1870).
- انتخب  (1852 – 1870).